# Saraiella
Saraiella is een muggengeslacht uit de familie van de motmuggen (Psychodidae).

## Soorten
- S. alexanderi Vaillant, 1973
- S. andalusica Wagner, 1979
- S. arcuata Vaillant, 1981
- S. auberti (Sara, 1954)
- S. austriana (Vaillant, 1963)
- S. carpatica Vaillant, 1981
- S. clastrieri (Vaillant, 1963)
- S. consigliana (Sara, 1953)
- S. crypta (Vaillant, 1955)
- S. diaclasica Vaillant, 1981
- S. dolomitica Vaillant, 1981
- S. gennargentui Salamanna, 1983
- S. giudicelli Vaillant, 1981
- S. gredenica Salamanna & Sara, 1980
- S. iberica Vaillant, 1981
- S. iuncta (Sara, 1958)

- S. magna Wagner, 1979
- S. mucibacicae (Krek, 1967)
- S. onerata (Vaillant, 1957)
- S. parva (Vaillant, 1963)
- S. rotunda (Krek, 1970)
- S. setosa (Krek, 1972)
- S. squamigera (Tonnoir, 1922)